# 京蓉高速动车组列车
京蓉高速动车组列车是中国铁路运行于首都北京市北京西站至四川省省会成都市成都东站间的高速动车组列车，现每天开行3对列车，其中G87/90次列车由北京局集团石家庄客运段担当，其余列车均由成都局集团成都客运段担当。

## 历史
2015年1月1日起，新增北京西~成都东G307/308次列车，经由京广高铁、宁蓉铁路运行。
2017年9月21日，本车临时停运；同时G309/310次列车延长至成都东站始发终到。同年12月28日，配合西成客专通车，G307/308次恢复正常运行，同时成都东至郑州东之间改经西成客专、徐兰高铁运行；同日原北京西~西安北G89/90次列车运行区段调整为北京西~成都东，G309/310次列车恢复重庆北站始发终到。
2019年1月5日，新增成都东~北京西G349/350次列车。
2022年6月20日，配合郑渝高铁襄万段开通以及京广高铁北段运行图重排，重新安排北京西~成都东G87/90次、G89/88次、G307/308次、G331/334、G333/332次4对列车。
2023年7月1日，成都局G88/89次列车更换为青岛四方阿尔斯通铁路运输设备制CR400AF-Z型智能动车组列车。
2025年1月5日，成都东~北京西G308/7次列车经成渝高速铁路、绵泸高速铁路延长至泸州站始发终到；成都东~北京西G333/2、G331/4次列车在成都东站至重庆北站间改经成宜高速铁路、绵泸高速铁路、渝昆高速铁路、井西铁路、渝怀铁路运行，车次调整为G331/4、G333/2次。

## 使用列车
G87/90次列车使用配属北京局集团北京南动车运用所的CR400BF-S，重联运行；G89/88次列车使用配属成都局集团成都东动车运用所的CR400AF-S，重联运行；G333/332、G331/334次列车使用配属成都局集团成都东动车运用所的CRH380A，重联运行。